# Automatik og proces
Automatik & proces er et teknisk fagblad, som giver en bred og alsidig information om nye produkter indenfor nedenstående brancher. Bladet udkommer 10 gange om året

## Brancher
- industriel automatisering
- procesautomatisering
- bygningsautomatisering
- robotteknologi
- hydraulik og pneumatik
- transmissionsteknik
- elektroteknik
- mikro- og nanoteknologi
- teknisk databehandling
- maskinbygning

Målgruppen for bladet er industrielle virksomheder, rederier, teknikere og andet/ andre, som beskæftiger sig med automatik.

## Ekstern henvisning
- Automatik & process hjemmeside